# Мерсбург
Мерсбург (нім. Meersburg) — місто в Німеччині, знаходиться в землі Баден-Вюртемберг. Підпорядковується адміністративному округу Тюбінген. Входить до складу району Бодензее.
Площа — 12,08 км2. Населення становить 6050 ос. (станом на 31 грудня 2020).